# Stadion Miejski w Kraljevie
Stadion Miejski (serb. Градски стадион, Gradski stadion) − stadion piłkarski mieszczący się w Kraljevie, na którym domowe mecze rozgrywa miejscowy klub Sloga. Pojemność stadionu wynosi 5 000 miejsc.